# Xojimat Erkinov
Xojimat Erkinov (Tashkent, 29 maggio 2001) è un calciatore uzbeko, centrocampista dell'Al-Wahda e della nazionale uzbeka.

## Carriera

### Club
Cresciuto nel settore giovanile del Paxtakor, ha esordito in prima squadra il 21 ottobre 2020, disputando l'incontro di campionato vinto per 2-0 contro il So'g'diyona.

### Nazionale
Ha militato nella nazionale uzbeka Under-23.
Il 3 settembre 2020 ha esordito con la nazionale uzbeka, giocando l'amichevole vinta per 2-1 contro il Tagikistan.
Nel 2023 ha partecipato alla Coppa d'Asia.

## Statistiche

### Presenze e reti nei club
Statistiche aggiornate al 19 luglio 2022.
| Stagione        | Squadra         | Campionato      | Campionato | Campionato | Coppe nazionali | Coppe nazionali | Coppe nazionali | Coppe continentali | Coppe continentali | Coppe continentali | Altre coppe | Altre coppe | Altre coppe | Totale | Totale |
| Stagione        | Squadra         | Comp            | Pres       | Reti       | Comp            | Pres            | Reti            | Comp               | Pres               | Reti               | Comp        | Pres        | Reti        | Pres   | Reti   |
| --------------- | --------------- | --------------- | ---------- | ---------- | --------------- | --------------- | --------------- | ------------------ | ------------------ | ------------------ | ----------- | ----------- | ----------- | ------ | ------ |
| 2019            | Qo'qon 1912     | SL              | 8          | 0          | CU              | -               | -               |                    | -                  | -                  |             | -           | -           | 8      | 0      |
| 2020            | AGMK Olmaliq    | SL              | 10         | 1          | CU              | -               | -               |                    | -                  | -                  |             | -           | -           | 10     | 1      |
| 2020            | Paxtakor        | SL              | 8          | 0          | CU              | 4               | 0               | ACL                | 1                  | 0                  |             | -           | -           | 13     | 0      |
| 2021            | Paxtakor        | SL              | 18         | 5          | CU              | 4               | 2               | ACL                | 6                  | 1                  | SU          | 1           | 0           | 29     | 8      |
| 2022            | Paxtakor        | SL              | 11         | 1          | CU              | -               | -               | ACL                | 6                  | 1                  | SU          | 1           | 0           | 18     | 2      |
| 2022-2023       | Torpedo Mosca   | PL              | 1          | 0          | CR              | 0               | 0               |                    | -                  | -                  |             | -           | -           | 1      | 0      |
| Totale carriera | Totale carriera | Totale carriera | 56         | 7          |                 | 8               | 2               |                    | 13                 | 2                  |             | 2           | 0           | ?      | ?      |

### Cronologia presenze e reti in nazionale
| Cronologia completa delle presenze e delle reti in nazionale ― Uzbekistan | Cronologia completa delle presenze e delle reti in nazionale ― Uzbekistan | Cronologia completa delle presenze e delle reti in nazionale ― Uzbekistan | Cronologia completa delle presenze e delle reti in nazionale ― Uzbekistan | Cronologia completa delle presenze e delle reti in nazionale ― Uzbekistan | Cronologia completa delle presenze e delle reti in nazionale ― Uzbekistan | Cronologia completa delle presenze e delle reti in nazionale ― Uzbekistan | Cronologia completa delle presenze e delle reti in nazionale ― Uzbekistan |
| Data                                                                      | Città                                                                     | In casa                                                                   | Risultato                                                                 | Ospiti                                                                    | Competizione                                                              | Reti                                                                      | Note                                                                      |
| ------------------------------------------------------------------------- | ------------------------------------------------------------------------- | ------------------------------------------------------------------------- | ------------------------------------------------------------------------- | ------------------------------------------------------------------------- | ------------------------------------------------------------------------- | ------------------------------------------------------------------------- | ------------------------------------------------------------------------- |
| 3-9-2020                                                                  | Tashkent                                                                  | Uzbekistan                                                                | 2 – 1                                                                     | Tagikistan                                                                | Amichevole                                                                | -                                                                         | 64’                                                                       |
| 8-10-2020                                                                 | Tashkent                                                                  | Uzbekistan                                                                | 1 – 2                                                                     | Iran                                                                      | Amichevole                                                                | -                                                                         | 46’                                                                       |
| 12-10-2020                                                                | Dubai                                                                     | Emirati Arabi Uniti                                                       | 1 – 2                                                                     | Uzbekistan                                                                | Amichevole                                                                | -                                                                         | 60’                                                                       |
| 12-11-2020                                                                | Sharja                                                                    | Siria                                                                     | 1 – 0                                                                     | Uzbekistan                                                                | Amichevole                                                                | -                                                                         | 61’                                                                       |
| 17-11-2020                                                                | Dubai                                                                     | Uzbekistan                                                                | 1 – 2                                                                     | Iraq                                                                      | Amichevole                                                                | -                                                                         | 74’                                                                       |
| 15-2-2021                                                                 | Dubai                                                                     | Giordania                                                                 | 0 – 2                                                                     | Uzbekistan                                                                | Amichevole                                                                | -                                                                         | 69’                                                                       |
| 7-6-2021                                                                  | Riad                                                                      | Uzbekistan                                                                | 5 – 0                                                                     | Singapore                                                                 | Qual. Mondiali 2022                                                       | -                                                                         | 60’                                                                       |
| 5-9-2021                                                                  | Solna                                                                     | Svezia                                                                    | 2 – 1                                                                     | Uzbekistan                                                                | Amichevole                                                                | -                                                                         | 89’                                                                       |
| 15-11-2021                                                                | Gori                                                                      | Georgia                                                                   | 1 – 0                                                                     | Uzbekistan                                                                | Amichevole                                                                | -                                                                         | 64’                                                                       |
| 27-1-2022                                                                 | Dubai                                                                     | Uzbekistan                                                                | 3 – 0                                                                     | Sudan del Sud                                                             | Amichevole                                                                | -                                                                         | 67’                                                                       |
| 29-3-2022                                                                 | Namangan                                                                  | Uzbekistan                                                                | 4 – 2                                                                     | Uganda                                                                    | Amichevole                                                                | -                                                                         | 60’                                                                       |
| 23-9-2022                                                                 | Goyang                                                                    | Uzbekistan                                                                | 2 – 0                                                                     | Camerun                                                                   | Amichevole                                                                | 1                                                                         | 59’                                                                       |
| 27-9-2022                                                                 | Suwon                                                                     | Uzbekistan                                                                | 1 – 2                                                                     | Costa Rica                                                                | Amichevole                                                                | -                                                                         | 57’                                                                       |
| 16-11-2022                                                                | Tashkent                                                                  | Uzbekistan                                                                | 2 – 0                                                                     | Kazakistan                                                                | Amichevole                                                                | 1                                                                         | 68’                                                                       |
| 20-11-2022                                                                | Tashkent                                                                  | Uzbekistan                                                                | 0 – 0                                                                     | Russia                                                                    | Amichevole                                                                | -                                                                         | 64’                                                                       |
| 11-6-2023                                                                 | Tashkent                                                                  | Uzbekistan                                                                | 3 – 0                                                                     | Oman                                                                      | CAFA Nations Cup 2023 - 1º turno                                          | -                                                                         | 60’                                                                       |
| 14-6-2023                                                                 | Tashkent                                                                  | Uzbekistan                                                                | 2 – 0                                                                     | Turkmenistan                                                              | CAFA Nations Cup 2023 - 1º turno                                          | -                                                                         | 46’                                                                       |
| 17-6-2023                                                                 | Tashkent                                                                  | Uzbekistan                                                                | 5 – 1                                                                     | Tagikistan                                                                | CAFA Nations Cup 2023 - 1º turno                                          | 1                                                                         | 73’                                                                       |
| 20-6-2023                                                                 | Tashkent                                                                  | Uzbekistan                                                                | 0 – 1                                                                     | Iran                                                                      | CAFA Nations Cup 2023 - Finale                                            | -                                                                         | 78’                                                                       |
| Totale                                                                    |                                                                           | Presenze                                                                  | 19                                                                        |                                                                           | Reti                                                                      | 3                                                                         |                                                                           |

## Palmarès

### Club

#### Competizioni nazionali
- Campionato uzbeko: 3

Paxtakor: 2020, 2021, 2023
- Coppa dell'Uzbekistan: 1

Paxtakor: 2020
- Supercoppa dell'Uzbekistan: 2

Paxtakor: 2021, 2022

### Nazionale
- Giochi asiatici: 1

2022